# Ben Hanscom
Benjamin Hanscom, soprannominato Ben, è un personaggio del romanzo IT di Stephen King. È un membro del Club dei Perdenti.

## Biografia
Ben è un ragazzo intelligente (forse il più intelligente di tutto il gruppo). Una passione che ha è la letteratura infatti prima di entrare nel Club dei Perdenti si recava molto spesso in biblioteca; per colpa della sua obesità viene preso in giro e, talvolta picchiato, da Henry Bowers e dalla sua banda. Ha anche una passione per l'architettura a tal punto che arriva a costruire un rifugio sotterraneo per il Club dei Perdenti, infatti da adulto diventerà un architetto di caratura mondiale. Ha una irrefrenabile cotta per Beverly Marsh esattamente come Bill. 

## Altri media
- Nella miniserie del 1990 viene interpretato da Brandon Crane (a 12 anni) e da John RItter (a 40 anni).
- Nel film del 2017 e nei flashbacks del film del 2019 viene interpretato da Jeremy Ray Taylor.
- Nel film del 2019 viene interpretato da Jay Ryan (a 40 anni).